# هدا گابلر (فیلم)
هدا گابلر (ایتالیایی: Hedda Gabler) یک فیلم صامت درام ایتالیایی به کارگردانی جووانی پاسترونه است که در سال ۱۹۲۰ منتشر شد. از بازیگران آن می‌توان به ایتالیا آلمیرانته مانتسینی و اورسته بیلانچیا اشاره کرد.
این فیلم بر پایهٔ نمایش‌نامهٔ هدا گابلر اثر هنریک ایبسن ساخته شده‌است.